# Фавале ди Малваро
Фавале ди Малваро (итал. Favale di Malvaro) је насеље у Италији у округу Ђенова, региону Лигурија.
Према процени из 2011. у насељу је живело 201 становника. Насеље се налази на надморској висини од 334 м.

## Становништво
Према резултатима пописа становништва 2011. у општини је живело 504 становника.
| 1936. | 1951. | 1961. | 1971. | 1981. | 1991. | 2001. | 2011. |
| ----- | ----- | ----- | ----- | ----- | ----- | ----- | ----- |
| 1.061 | 840   | 670   | 623   | 563   | 512   | 480   | 504   |